# After All (Album)
After All ist ein Jazzalbum von Gerd Dudek, Ali Haurand und Rob van den Broeck. Die am 1. und 2. Juli 1991 in der Festhalle Viersen entstandenen Aufnahmen erschienen 1991 auf Konnex Records.

## Hintergrund
Gerd Dudek gehörte Anfang der 1980er-Jahre zunächst mit Ack van Rooyen, Albert und Emil Mangelsdorff, Günter Lenz und Heinz Sauer zu den „German All Stars“, mit denen er international auf Tournee war; des Weiteren arbeitete er in Gruppen von Albert Mangelsdorff, Aldo Romano, Pierre Courbois, Kenny Wheeler und Tom van der Geld sowie mit dem Globe Unity Orchestra und der Manfred Schoof Big Band, schrieb Martin Kunzler im Jazz-Lexikon. Ab 1983 spielte Dudek vermehrt mit „The Quartet“, einer von Ali Haurand organisierten Formation, der Rob van den Broek (Piano), Haurand (Bass) und Tony Oxley (Schlagzeug) angehörten. Diese Gruppe spielte u. a. die LPs Dedications (1984) und Relation (1985) ein, gelegentlich um Gastsolisten erweitert (wie Ernst-Ludwig Petrowsky auf Interchange, 1986), und war Mitte der 1980er-Jahre auf der europäischen Szene präsent.
Nachdem Oxley die Gruppe verlassen hatte, kam Tony Levin 1991 hinzu (The Quartet Live in Prague), bevor schließlich aus „The Quartet“ das Trio von Dudek, Haurand und van der Broek hervorging. Auf ihrem ersten gemeinsamen Album spielte das Trio neben Kompositionen von Rob van den Broeck und Ali Haurand Stücke von Jimmy Rowles, Manfred Schoof, Cole Porter, Ornette Coleman, John Coltrane, Thelonious Monk und Conny Bauer.

## Titelliste
- Gerd Dudek, Ali Haurand, Rob van den Broeck - After All (Konnex Records KCD 5022, 1991)[3]

1. The Peacocks (Jimmy Rowles) 10:36
2. Out of Each (Manfred Schoof; Arrangement: Ali Haurand) 11:24
3. Everytime We Say Goodbye (Cole Porter) 5:00
4. Interaction (Rob van den Broeck) 7:23
5. Free Fair (Rob van den Broeck) 2:55
6. Late Morning (Ali Haurand) 4:42
7. Round Trip (Ornette Coleman; Arrangement: Ali Haurand) 2:33
8. Alabama (John Coltrane) 12:19
9. Crepescule with Nellie (Thelonious Monk) 5:39
10. Oderbruch (Conny Bauer) 8:11

## Rezeption
Nach Ansicht von Ian Carr war Gerd Dudek [zu dieser Zeit] einer der herausragenden Saxophonisten Europas; der Autor hob das Album im Rough Guide Jazz  (Ausgabe 1995) in seiner Diskografie hervor und bezeichnet es als „durchgängig interessant“. Daher sei es überraschend, dass Dudek nicht ein größeres Ansehen genieße.
Richard Cook und Brian Morton zeichneten das Album in The Penguin Guide to Jazz (Ausgabe 1883) mit dreieinhalb Sternen aus. Dudeks Klang auf dem Tenorsaxophon sei einer der charakteristischsten der 1980er-Jahre, mit einem individuell angepassten Coltrane-Einfluss, der hier in dessen Komposition „Alabama“ offensichtlich werde. Daher sei es fast erschreckend, dass der Saxophonist so wenig bekannt und so dürftig als Leiter eigener Bandprojekte präsent sei. Das Material des Albums sei für ein schlagzeugloses Trio sehr ambitioniert, doch alle drei Spieler würden zur Aufrechterhaltung eines stabilen, aber elastischen Pulses beitragen.